# Fourie du Preez
Petrus Fourie du Preez (* 24. März 1982 in Pretoria) ist ein südafrikanischer Rugby-Union-Spieler, der als Gedrängehalb für die südafrikanische Nationalmannschaft, im Currie Cup für die Blue Bulls und im Super 14 für die Bulls spielt. Er wurde 2007 mit den „Springboks“ Weltmeister.

## Karriere
Du Preez gab 2001 sein Debüt als Profi im Currie Cup, 2003 lief er erstmals im Super 12 (heute Super 14) auf. Sein Nationalmannschaftsdebüt folgte 2004 gegen Irland. Den ersten Versuch für Südafrika legte er gegen Neuseeland bei den Tri Nations im selben Jahr, bei denen die „Springboks“ zum zweiten Mal Sieger dieses Turniers wurden. Seit seinem Debüt gehört er unangefochten zum Stamm des Kaders, wurde 2007 Weltmeister und war Teil des Teams, das gegen alle britischen Nationalmannschaften im November 2008 gewinnen konnte. Im Jahr 2009 war er Teil des Kaders Südafrikas zur Tour der British and Irish Lions. Die Springboks gewannen die Serie mit 2:1 und sicherten sich zudem den dritten Titel bei den Tri Nations im selben Jahr.
Sein Vater gleichen Namens war ebenfalls Nationalspieler Südafrikas.